# Eckhard Deterding
Eckhard Deterding (* 13. April 1948 in Bremerhaven; † 11. Januar 2024 in Hannover) war ein deutscher Fußballspieler.

## Karriere
Der achtzehnjährige Eckhard Deterding spielte mit TuS Bremerhaven 93 ab der Saison 1966/67 in der Regionalliga Nord, im ersten Jahr konnte der Abstieg so eben vermieden werden. In seinen beiden weiteren Jahren bei Bremerhaven wurde am Ende der Saison jeweils ein Platz im Mittelfeld der Tabelle erreicht. Nach insgesamt 66 Regionalligaspielen mit 14 Toren wechselte er zur Saison 1969/70 zu Werder Bremen in die Bundesliga. In den zwei Jahren bei Werder erlebte er in schneller Folge drei Trainer – Fritz Rebell, Hans Tilkowski und Robert Gebhardt –, mit denen er einen 11. und einen 10. Platz zum Saisonende erreichte. In seiner Bremer Zeit konnte sich Deterding nie einen Stammplatz erkämpfen, er spielte 16-mal und traf dabei einmal. Zur Saison 1971/72 ging es für Deterding zurück in die Regionalliga zu Olympia Wilhelmshaven, dort blieb er ein Jahr, absolvierte 30 weitere Regionalligaspiele und erzielte für die Mannschaft vom Jadebusen sechs Tore. Dann heuerte er erneut in der Bundesliga an, diesmal zog es ihn zu Hannover 96. Mit Hannover spielte er zwei weitere Jahre erstklassig. Im ersten Jahr wurde der 16. Tabellenplatz errungen, im zweiten wurde Hannover Letzter und stieg ab. Deterding verließ den Verein und spielte bereits im Laufe der Saison 1973/74 bei Preußen Münster. Im letzten Jahr der alten zweitklassigen Regionalliga kam er im Westen für die Preußen auf 21 Einsätze und erzielte dabei 14 Tore. Von 1974/75 bis 1975/76 folgten zwei Jahre in der neu installierten 2. Fußball-Bundesliga. Deterding war in 53 Ligaeinsätzen 16-facher Torschütze. Danach folgten ein Jahr beim Bonner SC sowie ein Jahr beim KSV Baunatal, jeweils in der zweiten Liga. Sein letztes Profijahr, die Saison 1978/79, führte das „Laufwunder“ wieder zu den „Roten“ von Hannover 96, wo er nochmals in 25 Zweitligaspielen zwei Tore erzielte.

## Sonstiges
Nach seiner Karriere als Fußballspieler arbeitete Deterding bei den hannoverschen Verkehrsbetrieben.